# 御神苗優
御神苗 優（おみなえ ゆう）は、たかしげ宙原作、皆川亮二の漫画『スプリガン』に登場する架空の人物で、同作の主人公。誕生日は7月5日。

## 概要
高校生でありながら超古代文明の遺跡を守護する特殊機関「アーカム」のトップクラスエージェントである。
成績は決して悪くはない（英語の成績は抜群）のだが、日本に一人しかいない特殊エージェントでありアーカムの任務が頻繁に入ってくるため、慢性的に出席日数が足りない。また激しい任務を終えた後は授業中に居眠りをしている。これらの事情から相まって常に留年の危機に瀕している。
なお、考古学は任務で密接に関わるため造詣が深く、その知識は学者顔負けである。出席状況の悪さや（教師から見た）授業態度の悪さのために不良と目されることが多いが、本人は学業にも学校行事にも人一倍真面目に取り組みたいと必死であり、任務でボロボロの体になったとしても出席を目指す。
身長172.72センチ、体重65キロ、小学館第3高校在学（劇場版）。

## 生い立ち
優が5歳の頃、両親と共にアーカム発掘隊に参加していたが、その場をアメリカ軍がアーカムへの示威行為として襲撃する。優は運良く免れるが、その際に両親の無残な屍を目にする。一時的に孤児院に預けられ、山菱理恵と知り合う。その後、叔父の御神苗隆に引き取られ普通に生活していたが、何者かに拉致され忽然と姿を消す。
拉致された優は、アメリカ軍の極秘プロジェクト「COSMOS(Children Of Soldier Machine Organic System)』で兵士 No.43として徹底した洗脳、特殊教育訓練を施される。やがてアメリカ軍は COSMOS をアーカムの発掘現場に差し向け、優は殺人鬼のごとくアーカムの人間を殺戮していったが、現場の状況が両親の死の状況と酷似していたことで過去の記憶と精神が蘇り、暴走を始めた優は単独で当時の COSMOS をほぼ壊滅させ、指揮官ラルフ・クーリーの片目を奪い瀕死の重傷を負わせる。そして発掘現場で放心状態になっている所を朧に発見される。
その後、再び御神苗隆・秋葉親子の元に戻るが精神状態は改善しなかった。自宅に強盗が入り秋葉が襲われそうになった際に殺戮兵士の本性が蘇る。隆の体を張った説得で呪縛が解け、人間らしさを取り戻す。その後、しばらくは隆と共に世界中を旅していたが、自らスプリガンになることを志願し、朧やボーマンの元で心身を鍛える。

## 能力
常人をはるかに凌駕する天性の身体能力を持つ。その資質は COSMOS による最高水準の戦闘訓練により極限まで引き出され、COSMOS 所属時は部隊を統率するリーダー兵「No.43」として活動した。
あらゆる銃器の扱いに精通し、メイゼルが開発したトレンチナイフ風の大きな護拳の付いた精神感応金属（オリハルコン）ナイフも自在に使いこなす。素手での格闘能力も非常に高く、人工筋肉を搭載した最新鋭強化スーツ「A・M（Armored・Muscle）スーツ」を装備することにより、通常の30倍の身体能力を誇るようになる（精神感応金属で出来ているため精神が高ぶると更に倍加する)。
A・Mスーツは精神感応金属（オリハルコン）でできており、装備時はあらゆる銃弾・火炎・電流を無効化し、また霊体の様な一般的な物理攻撃の通用しない相手に対しても掌に集中した精神波の塊をぶつける「サイコブロー」機能によって対処が可能である。ただし、焦点温度が数十万度に達するレーザーや超高周波振動による衝撃波、強力なサイコキネシス（念力）や、気功までは無効化できない。
物語が進むにつれ同等レベルの装備を持つ強敵が次々と出現し、A・Mスーツの優位性は徐々に失われていった。しかし物語終盤においては、A・Mスーツを脱ぐことにより、大気や大地の震動、そして敵の殺気を肌で読み取る技法を体得し、あらゆる攻撃を先読みして回避するまでに至った。

## スプリガン本編
スプリガンとして天性の戦闘能力、並外れた生命力と不屈の精神力、瞬時の洞察力と機転に裏打ちされたサバイバル能力でいかなる困難な任務も成功させていく。しかし窮地に陥った時にのみ発揮される驚異的な戦闘力を解き放つことは、平常時の明るい性格の奥底に隠した冷酷非情なCOSMOSの殺人マシンとしての自分を呼び起こすことでもある。一度殺人マシンとなった優は、どんなに不利な状況であっても一気に形成を逆転することが可能となる。
しかし優はそんな殺人マシンとしての自分を忌み嫌い、恐れていた。そんな中、「トライデント」のバックアップで復活した COSMOS と再び対峙したことによって、自分の過去、そして殺人マシンとしての自分に直面する。COSMOS の圧倒的な連携力と様々な手段によって追い詰められたことにより、殺人マシンとしての力を再び解放し、結果再び COSMOS を殲滅する。その直後に正気を失いかけているところを、かつての上官ラルフ・クーリーにより絶対服従の洗脳を利用して殺害されそうになるが、優はそれを打ち破りクーリーを葬り去る。
優は任務をこなしていくうちにアーカム内部に異変が起きていることを察知し始めるが、アーカムから離反し優に立ちはだかるボーマンを前にして、それが確信に変わる。かつての師であるボーマンを、迷いながらも結局倒すこととなり深い悲しみに襲われる。
その後 A・M （アーマード・マッスル）スーツでも防げない拳を持つ強敵、源双烈と対峙した際の死闘でその潜在能力を発揮した優は、獣人（ライカンスロープ）のジャン並のスピードと驚異的な体技で、源双烈を完膚なきまでに打ち倒す。師である朧はそれを目撃し、兵士ではなく人間として本来の力を発揮し始めた優を、己の目的を科すにふさわしい相手と認める。
やがて優の前にアーカムから離反しジャンを倒した朧が敵として立ちはだかる。それは朧自身の修行と、優の力を完璧に引き出す事を目的としていたが、戦いの中で優は殺人マシンとしての自分を乗り越え、相手の氣を肌で感じて回避する朧の体術を会得する。しかしそれでも朧の圧倒的な強さに追い詰められるが、朧はあくまで拳同士の戦いとするために自らの氣功を封じて戦いに応じ、最後は優の一撃が入り引き分けとなった。
その後、一度は優の手によって殲滅させられた COSMOS が、日本壊滅を目論み No.0（金谷昌）をリーダーとして三度立ちはだかる。優はジャン、暁、ボーと共に COSMOS に最後の戦いを挑む。朧との戦いで大きく成長した優は、COSMOS の予測を超える力を発揮し計画を阻止する。優は、No.0 達 COSMOS 兵士に救いの手を差し伸べようとするが、それを拒否したNo.0は心の底に秘めた思いを打ち明け、仲間のCOSMOS兵士たちと共に自殺してしまう。またボーも激戦の中で、日本を守るために死力を尽くして戦い、命を落とす。
優は今までの戦いで命を落とした者達のためにも、ヘンリー・ガーナムの指揮する現アーカムに反旗を翻し、その計画を阻止することを誓う。そして志を同じくするスプリガンたちと共に南極に向かい、アーカムに戦いを挑む。アーカムは南極に存在する超古代遺跡の力を解放し、巨大な蛇の形をした炎・炎蛇を世界中で発生させる。優はアーカムの最後の護衛として差し向けられた最強無敵の青銅巨人に戦いを挑むも、その圧倒的な力の前に苦戦、瀕死の状態に陥る。その戦いの最中、この星そのものである地球生命体（ガイア）の意思を感じ取り、優は自らの「生きたい」という純粋な想いを地球生命体に示した。これによって炎蛇は静まり、それと共に青銅巨人も消滅した。

## キャスト
- 森久保祥太郎（1998年劇場版）
- 牟田将士（1998年劇場版・少年時代）
- 小林千晃（2023年版）
- 藤原夏海（2023年版・幼少期）。